# Champvans, Jura
Champvans är en kommun i departementet Jura i regionen Bourgogne-Franche-Comté i östra Frankrike. Kommunen ligger i kantonen Dole-Nord-Est som tillhör arrondissementet Dole. År 2022 hade Champvans 1 460 invånare.

## Befolkningsutveckling
Antalet invånare i kommunen Champvans
Referens:INSEE